# Вильом, Жан Батист
Жан Батист Вильом (фр. Jean-Baptiste Vuillaume; 7 октября 1798, Миркур — 19 марта 1875, Париж) — французский скрипичный мастер.

## Биография
В 1828 году открыл собственную мастерскую в Париже. С 1835 года занимался имитацией старинных итальянских инструментов (главным образом Страдивари и Гварнери). Он сделал более 3000 инструментов, в том числе был изготовлен ряд образцов для Санкт-Петербурга по заказу А. Ф. Львова.
Жан Батист также был хорошим коммерсантом и изобретателем. Так, в частности, им велись поиски возможностей для получения более низких звуков, в результате чего он утвердил новый национально-самобытный тип звучания смычковых инструментов — яркий, интенсивный, но недостаточно гибкий. Изобрёл оригинальные конструкции контрабаса высотой в четыре метра (названный им «октобасом», 1849), альта (так называемая виола контральто, 1855), специальную педаль-сурдину для фортепиано (1867). Лучшие инструменты Жана Батиста до настоящего времени являются концертными.

## Премии и награды
- 1827 — Серебряная медаль на Парижской выставке «National Paris exhibition of the Industrial work».
- 1834 — Серебряная медаль на Парижской выставке «Paris Universal Exhibition».
- 1844 и 1849 — Золотая медаль Парижской выставке «Paris Universal Exhibition».
- 1851 — Медаль Совета на международной Лондонской выставке (International London Exhibition).
- 1855 — Золотая медаль на Парижской международной выставке (Paris International Exhibition).